# Lunario Perpetuo
Nota: se você procura o álbum musical de Antônio Nóbrega, consulte Lunário Perpétuo.

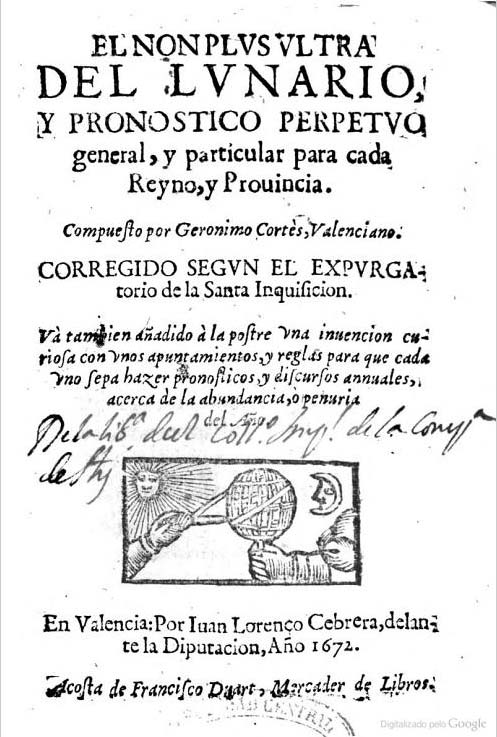
Fac-simile do frontispício da edição de 1672

O Lunario Perpetuo foi um almanaque ilustrado com xilogravuras composto por Jerónimo Cortés e publicado em Valência em 1594, e reeditado inúmeras vezes ao longo de séculos, com variações em seu título e conteúdo. O título completo original era Lunario perpetuo el qual contiene los llenos y coniunciones perpetuas de la Luna, declarando si seran de tarde o de mañana. Con la prognosticacion natural, y general de los tiempos; y de los effectos e inclinaciones naturales que causan los Signos y Planetas en los que nacen debaxo de sus dominios. Finalmente contiene algunas electiones de medicina, navegacion y agricultura, sin otras cosas de consideracion y provecho; con un regimiento de sanidad a la postre.
Este almanaque surgiu numa época em que tais publicações eram populares, favorecidas pela recente invenção da imprensa de tipos móveis, que barateou enormemente o preço dos livros e os tornou acessíveis para a população de baixa renda. Para muitos camponeses os almanaques foram os únicos livros que leram em suas vidas, e onde aprenderam as primeiras letras. Como seus congêneres, o Lunario Perpetuo oferecia conselhos e orientações sobre os mais variados aspectos da vida, incluindo tabelas das fases da lua, dos eclipses do sol e das festas móveis, previsões do tempo, horóscopos, elementos de direito, navegação, teologia, saúde, agricultura, maneiras de interpretar o comportamento dos animais, biografias de santos e papas, e outros dados de interesse geral. Gozou de amplo favor das elites bem como do povo, recebendo muitas reedições, sendo um dos livros escritos em castelhano mais populares de todos os tempos. Era particularmente útil para os agricultores, dando-lhes instruções para organizar sua rotina ao longo do ano e com isso fazer boas colheitas.
Seu autor, ativo entre o fim do século XVI e o início do século XVII, ganhou reputação como excelente astrólogo e matemático, e como um investigador da natureza. O livro foi expurgado pela Inquisição em 1632, tendo como base a edição de Barcelona de 1625. Depois de revisto, circulou principalmente com o título de El Non Plus Ultra del Lunario y pronostico perpetuo, general y particular para cada Reyno y Provincia, mas popularmente se tornou conhecido apenas como Lunario Perpetuo, Lunario ou mesmo Prognostico. A primeira edição foi perdida, e os exemplares mais antigos a sobreviver são da edição de Madrid de 1598.
Foi publicado em português pela primeira vez em 1703, com tradução de Antônio da Silva de Brito. Logo se tornou muito popular no Brasil, tanto que, segundo Câmara Cascudo, que mantinha um exemplar na sua mesa de cabeceira, foi o livro mais lido no nordeste brasileiro durante dois séculos. Disse o folclorista que "não existia autoridade maior para os olhos dos fazendeiros, e os prognósticos meteorológicos, mesmo sem maiores exames pela diferença dos hemisférios, eram acatados como sentenças". Capistrano de Abreu também era um admirador do livro, e embora não acreditasse em "feitiços", consultava suas previsões astrológicas. Ainda hoje ele exerce fascínio e se mantém como uma referência na cultura popular nordestina. Também foi traduzido para o francês.

## Na cultura
O músico Antônio Nóbrega desenvolveu um trabalho sobre o livro, compondo uma música inspirada no livro, com um álbum e um espetáculo que receberam também o nome de Lunário Perpétuo. O espetáculo estreou em 2002. Em artigo sobre a relação das duas obras, Luís Costa descreve "uma  aproximação entre obras separadas por mais de duzentos anos, mas que se encontram em torno  do  contexto  popular  que  as  obras  expressam,  numa  rearticulação  de tradições,  mitos  e  símbolos  afastados  pelo  tempo,  mas  aproximados  pelo imaginário popular e, assim, eternizados."  O espetáculo de Nóbrega foi gravado em DVD em 2003, com direção de Walter Carvalho.
Em 2024, Lunário Perpétuo foi escolhido como homenageado da Porto da Pedra, escola de samba de São Gonçalo para o carnaval carioca, junto a uma homenagem a Antonio Nóbrega e a Ariano Suassuna.